# Prospero Minghetti
Prospero Minghetti (né le 2 janvier 1786 à Reggio d'Émilie et mort le 17 février 1853  dans la même ville) est un peintre néo-classique italien du XIXe siècle.

## Biographie
Né à Reggio d'Émilie, Prospero Minghetti débute dans les arts avec Francesco Camuncoli. Il poursuit ses études à Bologne avec Giovanni Battista Frulli et Francesco Rosaspina et à Rome, dans l'entourage d'Antonio Canova et de Tommaso Minardi.
Lorsqu'il revient à Reggio, il peint un Saint Jean-Baptiste pour la Cathédrale de Reggio d'Émilie, un Saint Barthélémy et d'autres Saints pour l'Église San Francesco de Reggio d'Émilie, une Sainte Philomène pour l'Église Saint-Georges de Reggio d'Émilie et un Saint Roch pour l'Église San Rocco de Reggio d'Émilie.
Il peint aussi pour Bonaventura Corti (it), Giuseppe Garofali, Giovanni Battista Spallanzani, François IV de Modène et Napoléon Ier entre autres. Son portrait du chevalier de l'Ordre de la Couronne d'Italie Ippolito Malaguzzi Valeri (it) a été reproduit à la gravure par Delfino Delfini.
Parmi ses chefs-d’œuvre, on compte notamment ses peintures du plafond de l'ancien théâtre de Reggio, maintenant détruit. Quand Camuncoli est mort — en 1831 — Minghetti est devenu directeur de la Scuola di Belle Arti di Reggio Emilia jusqu'à sa mort en 1853. Parmi ses nombreux élèves, il eut notamment Francesco da Codogno, peintre franciscain, Alfonso Chierici et Gaetano Chierici, Carlo Zatti, Antonio Fontanesi, Domenico Pellizzi (ou Pellisi), Giuseppe Ugolini (peintre), Carlo Raimondi, Paolo Aleotti, Pio Canossini et Romualdo Belloli.

## Crédit d'auteurs
- (en) Cet article est partiellement ou en totalité issu de l’article de Wikipédia en anglais intitulé « Prospero Minghetti » (voir la liste des auteurs).